# David Nikolaus Becker
David Nikolaus Becker (* 13. Februar 1932 in Ebersheim bei Mainz; † 20. Januar 2016 in Mainz) war ein römisch-katholischer Geistlicher des Mainzer Domstifts, Sachbearbeiter für außergerichtliche Eheangelegenheiten im Bischöflichen Ordinariat Mainz sowie Prosynodalrichter im Bischöflichen Offizialat Mainz.

## Leben
David Nikolaus Becker wurde am 13. Februar 1932 in Ebersheim bei Mainz geboren und dort einen Tag später getauft. Das Sakrament der Firmung erhielt er am 15. Mai 1940. Während der Gymnasialen Oberstufe am Altsprachlichen Gymnasium in Mainz wurde Becker besonders von dem in Mainz bekannten katholischen Religionslehrer Adam Gottron geprägt, der über ihn schrieb: „Seine Begabung ist überdurchschnittlich, sein Interesse an geistigen und religiösen Dingen groß. Er hat sich sehr stark am Unterricht beteiligt, ohne aufdringlich oder rechthaberisch zu erscheinen.“ (16. September 1951) Becker trat nach dem Abitur 1951 in das Bischöfliche Priesterseminar Mainz ein. Nach Abschluss des Katholischen Theologiestudiums an der Johannes Gutenberg-Universität Mainz wurde er durch Weihbischof Josef Maria Reuss am 28. Juni 1957 in der Augustinerkirche des Mainzer Priesterseminars zum Priester geweiht. 
Während seiner ersten drei Priesterjahre lernte er als Kaplan in St. Liebfrauen Mainz, Christkönig Mainz-Bischofsheim und St. Elisabeth Darmstadt sein seelsorgerisches Rüstzeug. Im Jahr 1960 wurde er Religionslehrer des Gymnasiums am Kurfürstlichen Schloss zu Mainz. Bis zu seinem Tode arbeitete er nun in Mainz. 
Becker blieb als Studienrat Religionslehrer des Gymnasiums am Kurfürstlichen Schloss zu Mainz und übernahm 1965 die Stelle eines Studienrates am Ketteler-Kolleg Mainz, einer staatlich anerkannten Einrichtung zur Erlangung der Allgemeinen Hochschulreife (Abitur) in damals kirchlicher Trägerschaft. Immer wieder erhielt er zusätzliche Aufgaben: im Jahr 1969 die Aufgabe des Präses der Mainzer Marianischen Männer-Kongregation (MMC) und im Jahr 1975 einen Lehrauftrag am Bischöflichen Seminar für die Gemeindepastoral und die Religionspädagogik in Mainz. Im Jahr 1982 wurde er mit seinem Ausscheiden aus dem Schuldienst Sachbearbeiter für außergerichtliche Eheangelegenheiten im Bischöflichen Ordinariat, 1983 Prosynodalrichter und schließlich Spiritual der Marien-Schwestern im Bruder-Konrad-Stift in Mainz. 
David Nikolaus Becker wurde von den 1970er Jahren bis zu seinem Tode auch stärker an den Mainzer Dom gebunden. "„Er wurde 1976 Bischöflicher Zeremoniar und versah diese Aufgabe, ‚die Pontifikalfunktionen und Stiftsgottesdienste vorzubereiten und für die Durchführung besonderer Feiern im Dom in Verbindung mit dem Domdekan zu sorgen‘, bis zum Jahr 1999, also insgesamt 23 Jahre, mit großer Liebe“, so Karl Kardinal Lehmann während seiner Predigt im Requiem für Becker. Durch Beckers Mitwirkung bei der Gestaltung der Gottesdienste prägte er die zeitgenössische Domliturgie maßgeblich mit. Wegen seiner hohen Verdienste ernannte der Mainzer Bischof Hermann Kardinal Volk ihn 1982 zum Geistlichen Rat. Am 1. September 1984 wurde von Bischof Karl Lehmann zum Dompräbendaten ernannt und damit Mitglied des Mainzer Domstiftes. 
David Nikolaus Becker wurde 1998 von Kardinal-Großmeister Carlo Kardinal Furno als Ritter des Ritterordens vom Heiligen Grab zu Jerusalem vorgeschlagen und am 9. Mai 1998 im Mainzer Dom durch den Großprior der Deutschen Statthalterei, Bischof Anton Schlembach, in den Ritterstand erhoben. Von 1998 bis 2010 stand Becker auch der Komturei St. Hildegard Mainz-Wiesbaden als Prior zur Seite.
Am 9. November 1999 verlieh ihm Papst Johannes Paul II. den Ehrentitel Monsignore, päpstlicher Kaplan. 
Aufgrund des sich zunehmend verschlechternden Gesundheitszustandes legte Becker im Jahr 2000 zunächst die Aufgabe des Spirituals der Marien-Schwestern im Bruder-Konrad-Stift Mainz nieder. Mit der Feier der Osternacht vom 30. März 2002 trat er als Priester in den allgemeinen Ruhestand und wurde mit Erreichen der Altersgrenze von 75 Jahren am 13. Februar 2007 auch als Dompräbendat emeritiert. Nach der Entbindung von seinen Pflichten blieb Monsignore Becker besonders in den Gottesdiensten dem Dom und dem Domstift treu und eng verbunden, gewissermaßen bis zu seinem folgenreichen Sturz im Chor des Domes, den er am Ende des Gottesdienstes am Heiligen Abend 2015 erlitt. Von diesen Folgen erholte sich seine ohnehin geschwächte Gesundheit nicht mehr. Monsignore Becker starb am 20. Januar 2016 in Mainz. Sein Leichnam wurde im Mainzer Dom aufgebahrt und nach einem Pontifikalrequiem am 29. Januar 2016 feierlich auf dem Domfriedhof bestattet.

## Werke
- Klaus Becker: Für uns gekreuzigt. Menschliches Leid – Antwort aus dem Glauben, 73 S., 1. Aufl. 1974, Don Bosco Verlag München, ISBN 3-7698-0215-2